# Tomette

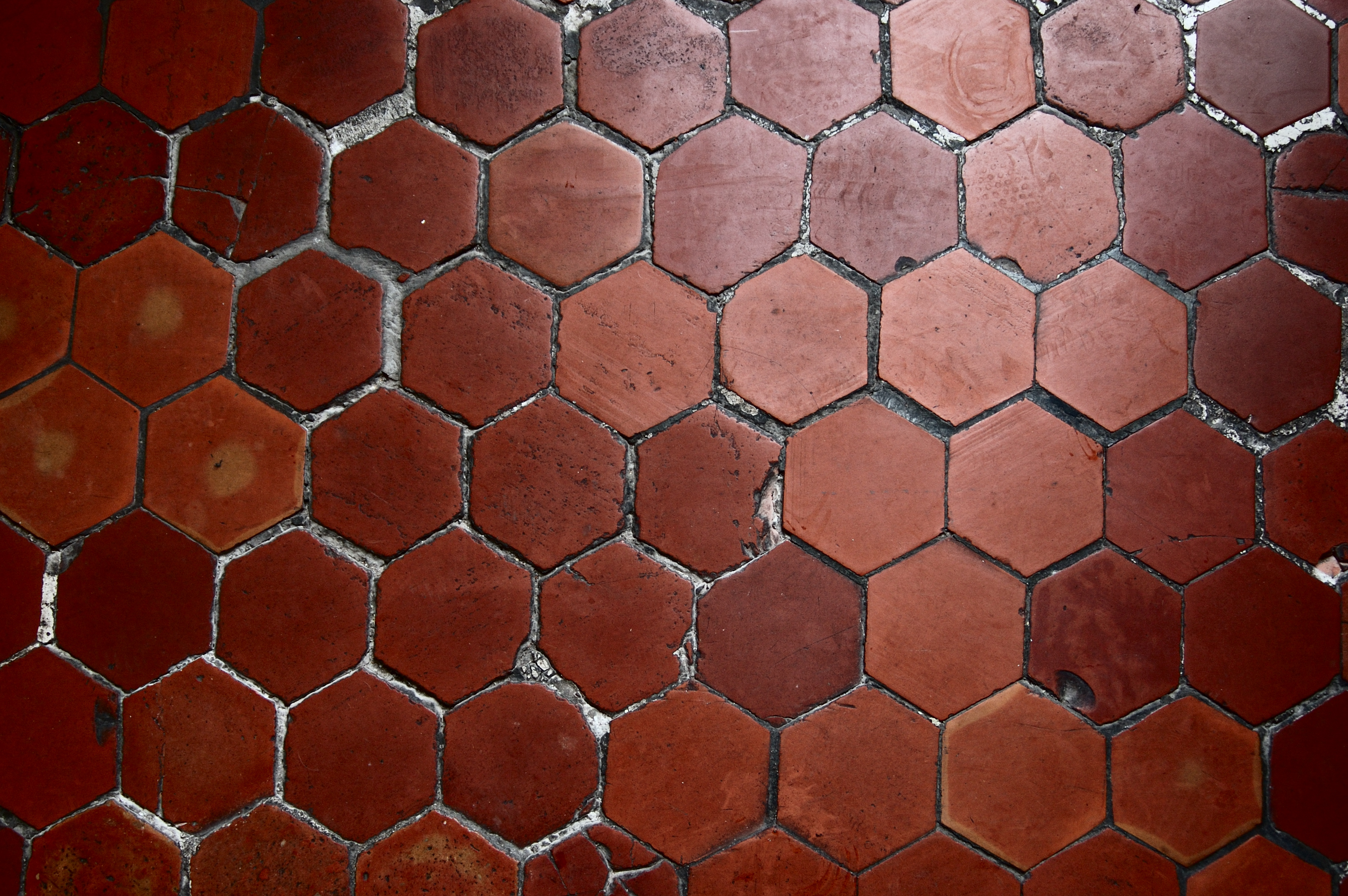
Tomettes de la mairie d'Aix-en-Provence.

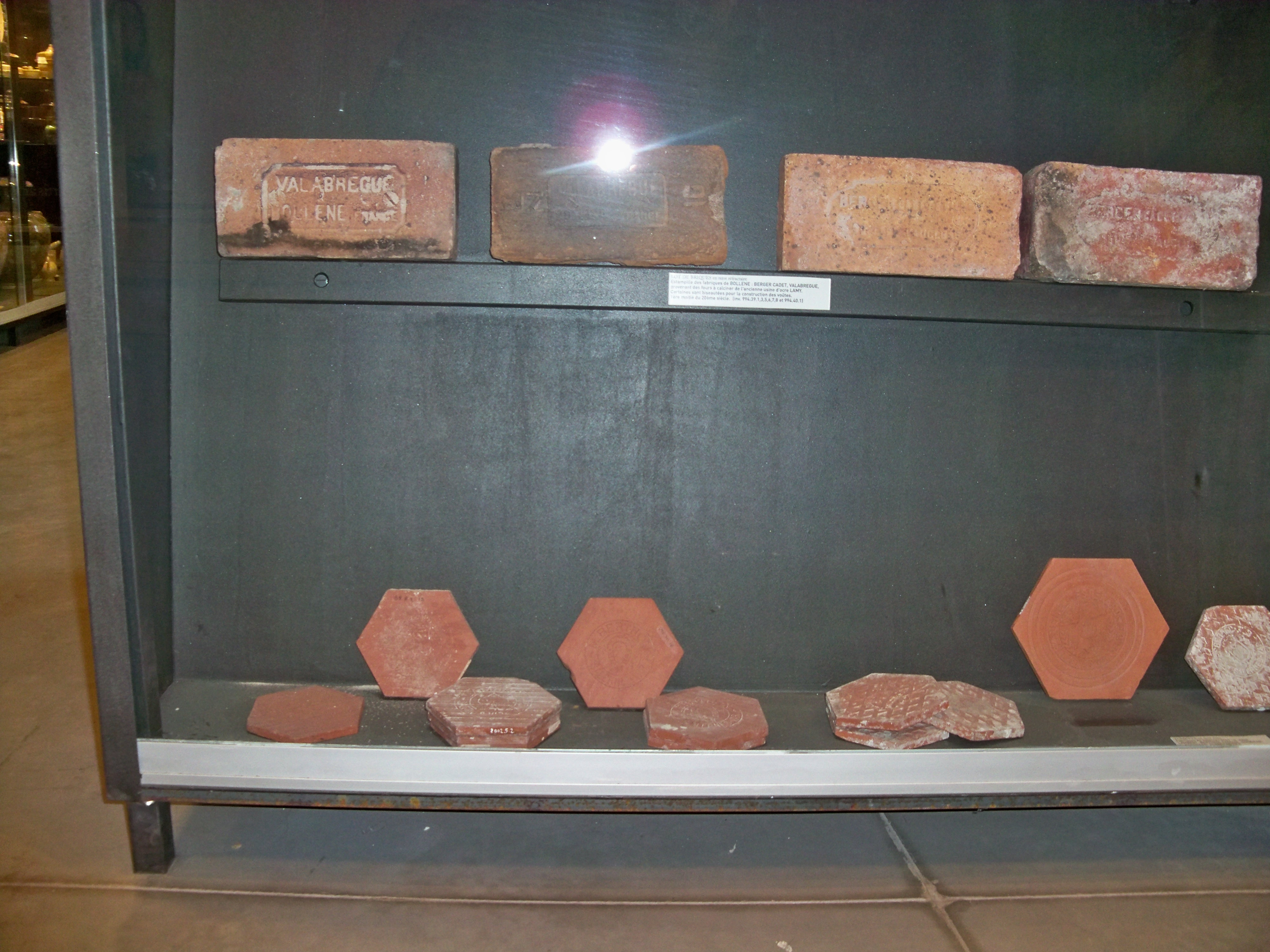
Tomettes anciennes au musée de l'aventure industrielle d'Apt.

Les tomettes sont des malons en argile ferrugineuse de couleur ocre à rouge, constituant le revêtement de sol typique des habitations provençales, parisiennes et briardes. Elles sont de forme hexagonale ou parfois octogonale. Leurs dimensions (largeur 16 cm fréquente) varient selon les sites de production, des tuileries-briqueteries autrefois nombreuses dans les régions argileuses.
Leur assemblage montre des joints minces afin d'obtenir une surface uniforme, facilement lavable. Autre avantage, la tomette conserve la chaleur de l'âtre tout en limitant les risques d'incendie par rapport à d'autres matériaux inflammables. Enfin, par l'inertie thermique due à son épaisseur et à sa pose sur lit de sable et chaux, elle assure la fraîcheur aux intérieurs en été.

## Histoire
Les tomettes revêtent les sols des demeures du Dauphiné à la Provence jusqu'au Comté de Nice à partir des XVIIe et XVIIIe siècles. Au XIXe siècle, elles connaissent un formidable renouveau avec l'industrialisation et sont largement utilisées à Paris et en Brie.
En réponse à la crise économique de 1829, les faïenciers provençaux et niçois durent diversifier leur offre pour trouver de nouveaux débouchés. Parmi leurs plus célèbres représentants sont les faïenciers du pays d'Apt, équipementiers de table et de pharmacie sans discontinuer depuis le début du XVIIIe siècle nonobstant la Révolution, mais surtout ceux de Salernes, dotés d'un gisement d'argile ferrugineuse aux excellentes qualités, qui développèrent et popularisèrent un seul produit : un malon de forme hexagonale aux nuances d'ocre rouge, la tomette.  
À partir de 1830, des dizaines d'ateliers voient le jour en Provence : tuileries, briqueteries, tuyauteries, fabriques de malons et ateliers  de poterie utilitaire.  
De nos jours, 15 céramistes, dont le plus important est Céramiques Boutal  et 15 potiers perpétuent la tradition céramique à Salernes, , . La commune s’est investie dans un projet de « Maison de la Céramique Architecturale » Terra Rossa pour promouvoir cette filière.

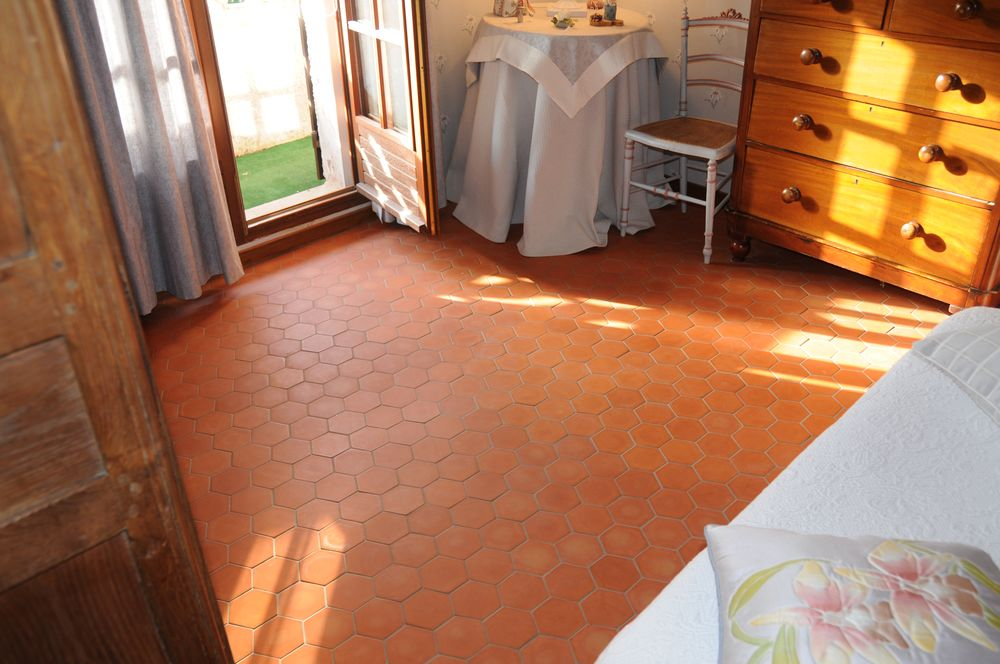
Sol en tomettes traditionnelles

Le terme tomette est une adaptation en français de l'occitan tometa (ou toumeto) qui désigne au départ des petites tommes puis par métaphore ces carreaux en raison de leur aspect.

## Confusions
Les tomettes provençales se différencient :
- des malons de forme carrée et de dimension 16 × 16 cm ou 20 × 20 cm, voire 30 × 30 cm ou rectangulaires ;
- des parefeuilles, malons de 22 × 40 cm façonnés dans des moules en bois et séchés à l'air libre, utilisés pour l'isolation thermique des toitures des entrepôts, et dont les dimensions correspondent à l'écartement des croisées de la charpente[réf. souhaitée] ;
- du « carreau de Gironde » dans le Bordelais ;
- du carreau de Bourgogne.